# Klimkovice
Klimkovice là một thị trấn thuộc huyện Ostrava-město, vùng Moravskoslezský, Cộng hòa Séc.